# Карадуванское сельское поселение
Карадуванское сельское поселение — муниципальное образование (сельское поселение) в составе Балтасинского района Республики Татарстан.
Административный центр — деревня Карадуван.

## География
Сельское поселение находится в северной части Татарстана, в юго-западной части Балтасинского района. В составе района сельское поселение является частью Предкамской экономической зоны, занимающей 16,3 % территории республики. Граничит с Шубанским и Малолызинским сельскими поселениями Балтасинского района, а также с Арским муниципальном районом.
Площадь — 70,7 км² (7069,5 га).

## История
Карадуванское сельское поселение было образовано согласно Закону Республики Татарстан от 31 января 2005 года № 49-ЗРТ «Об установлении границ территорий и статусе муниципального образования „Балтасинский муниципальный район“ и муниципальных образований в его составе».

## Население
| 2010  | 2011  | 2012  | 2013  | 2014  | 2015  | 2016  |
| ----- | ----- | ----- | ----- | ----- | ----- | ----- |
| 1895  | ↘1893 | ↗1899 | ↘1869 | ↗1886 | ↘1883 | ↗1899 |
| 2017  | 2018  |       |       |       |       |       |
| ↘1875 | ↘1871 |       |       |       |       |       |

## Состав
В состав сельского поселения входят 6 населённых пунктов:
- деревня Карадуван
- село Арбаш
- село Нижняя Кня
- деревня Княбаш
- деревня Верхняя Кня
- деревня Тау Зары

## Экономика
Основу экономики составляют предприятия агропромышленного комплекса, предприятия специализирующиеся на производстве строительных материалов, а также предприятия пищевой промышленности.